# كلينت هوستون
كلينت هوستون (بالإنجليزية: Clint Houston)‏ هو عازف جاز أمريكي، ولد في 24 يونيو 1946 في نيو أورلينز في الولايات المتحدة، وتوفي في 6 يونيو 2000 في نيويورك في الولايات المتحدة.

## وصلات خارجية
- كلينت هوستون على موقع ميوزك برينز (الإنجليزية)
- كلينت هوستون على موقع أول ميوزيك (الإنجليزية)
- كلينت هوستون على موقع ديسكوغز (الإنجليزية)